# 蒙特斯德奥卡自由镇
蒙特斯德奥卡自由镇，是西班牙卡斯蒂利亚-莱昂布尔戈斯省的一个市镇。总面积52平方公里，总人口191人（2001年），人口密度4人/平方公里。